# Protapanteles marginatus
Protapanteles marginatus är en stekelart som först beskrevs av Christian Gottfried Daniel Nees von Esenbeck 1834.  Protapanteles marginatus ingår i släktet Protapanteles och familjen bracksteklar. Arten är reproducerande i Sverige. Inga underarter finns listade i Catalogue of Life.